# Opposition (moyen de paiement)
Pour les articles homonymes, voir Opposition.
En matière bancaire ou financière, l'opposition est un acte par lequel l'usager d'un moyen de paiement signifie à sa banque qu'il s'oppose à ce que la banque procède à un paiement. L'opposition à moyen de paiement concerne l'essentiel des moyens de paiement, et notamment les chèques et les cartes bancaires. 
Les cas d'opposition sont limités et ils ne peuvent concerner qu'une cause qui concerne le paiement en lui-même et pas la cause du paiement. Par exemple, il est interdit de faire opposition à un chèque parce que le bien ou le service payé au moyen de ce chèque n'est pas conforme ou n'a pas été livré. En matière de chèque, c'est l'article L.131-35 du Code monétaire et financier qui donne la liste de cas concernés: vol du chèque, perte du chèque, utilisation frauduleuse du chèque, procédure de sauvegarde, de redressement ou de liquidation judiciaire du porteur. En matière de carte bancaire, l'article L.132-2 du Code monétaire et financier prévoit les mêmes cas d'opposition (perte, vol, utilisation frauduleuse de la carte, procédure de sauvegarde, de redressement ou de liquidation judiciaire du porteur) en y ajoutant l'utilisation frauduleuse des données de la carte. L'auteur de l'opposition doit préciser le motif de l'opposition en même temps qu'il forme opposition sur le moyen de paiement.
L'opposition a pour effet d'interdire à la banque de procéder au paiement, car le paiement devient de fait non autorisé par le titulaire du compte. Si la banque procède à un paiement malgré l'opposition, alors elle est obligée de recréditer le compte du montant débité